# 합류성
합류성(confluence)은 컴퓨터 과학의 재작성 시스템의 용어이다. 이는 한번 이상의 재작성이 동일한 결과를 나타낼 수 있다는 것을 가리키는 용어이다.

## 같이 보기
- 재작성